# Réserve naturelle régionale du marais de Bonnefont
La réserve naturelle régionale du marais de Bonnefont (RNR226) est une réserve naturelle régionale située en Occitanie. Classée en 2011, elle occupe une surface de 42 hectares dans le Parc naturel régional des Causses du Quercy et protège la plus vaste roselière du département du Lot.

## Localisation

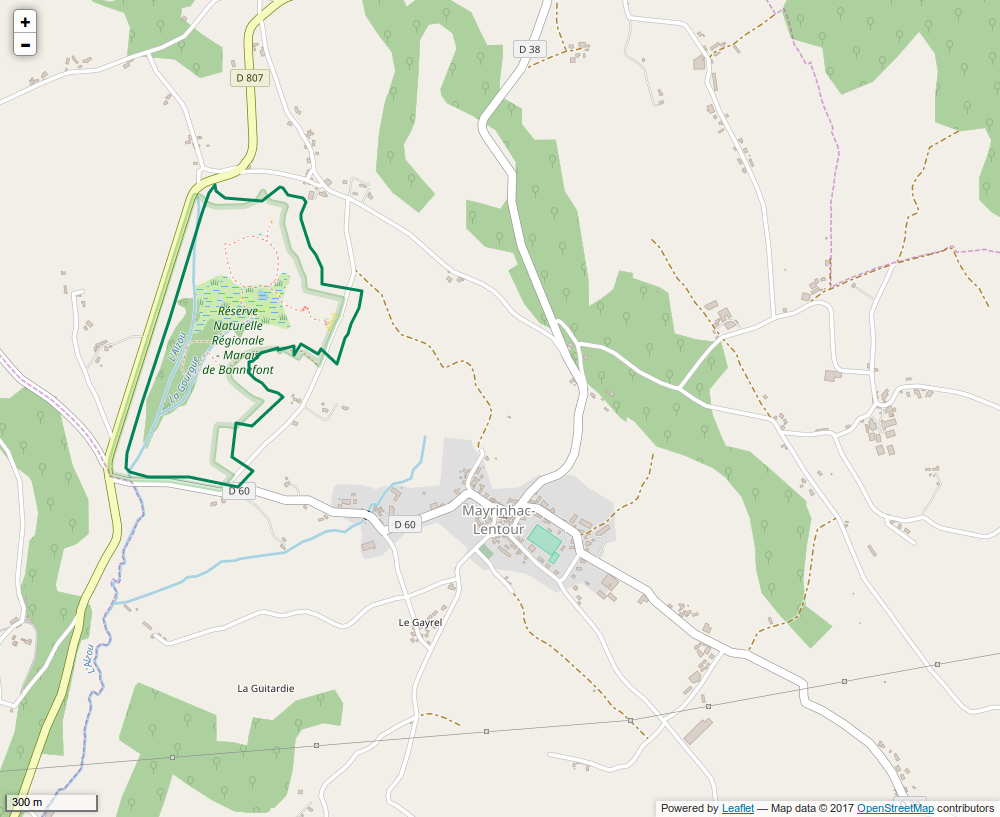
Périmètre de la réserve naturelle.

Le territoire de la réserve naturelle est dans le département du Lot, sur la commune de Mayrinhac-Lentour.

## Intérêt touristique et pédagogique
Un sentier pédagogique sur pilotis de 1,8 km permet de découvrir le site. 

## Administration, plan de gestion, règlement
La réserve naturelle est gérée par la Communauté de communes du Pays de Padirac.

### Outils et statut juridique
La réserve naturelle a été créée par une délibération du 10 février 2011.